# Honda Tadakatsu

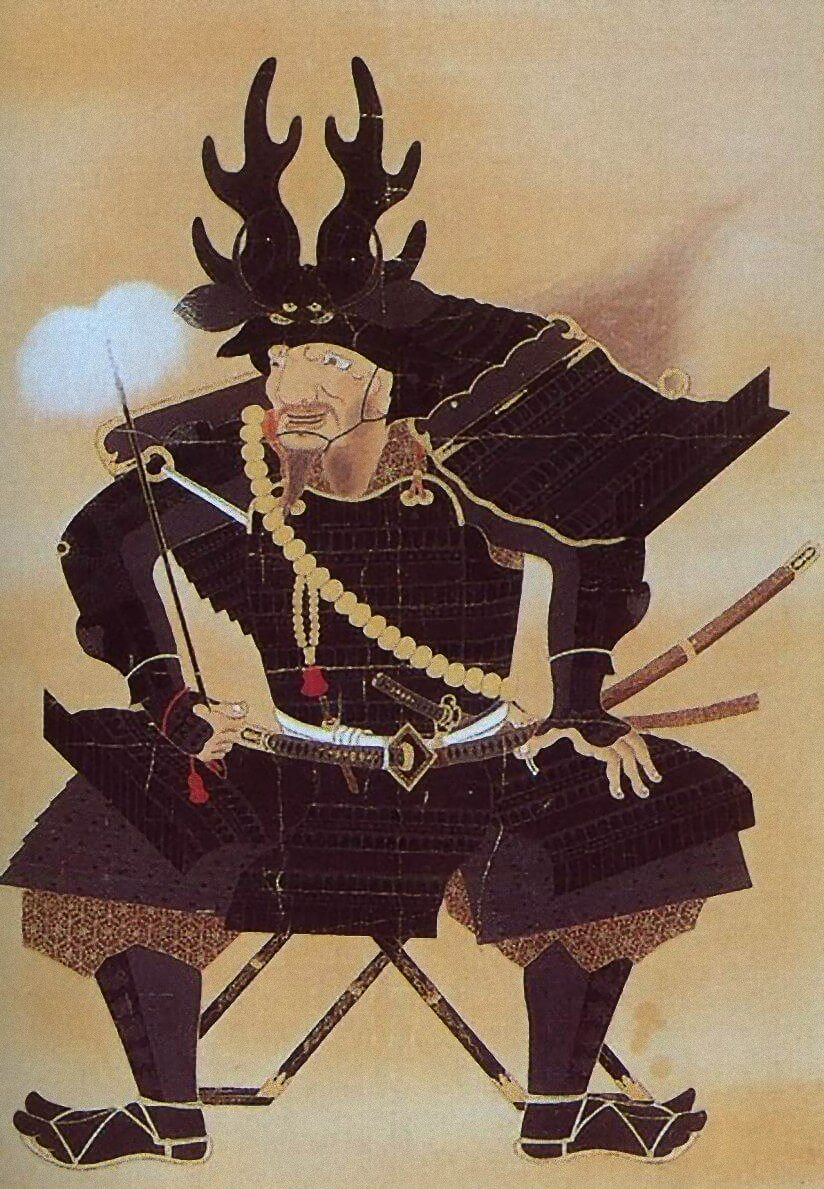
Honda Tadakatsu

Honda Tadakatsu (本多忠勝 (Bản Đa Trung Thắng)) (1 tháng 11, 1548 – 3 tháng 12 năm 1610), còn gọi là Honda Heihachirō (本多平八郎), là một tướng quân người Nhật (và sau đó là một daimyo) từ thời Hậu Sengoku cho đến đầu thời kỳ Edo, phục vụ cho Tokugawa Ieyasu.

## Tiểu sử
Quê ở tỉnh Mikawa, Nhật Bản, ông sống trong thời Azuchi-Momoyama và thời kỳ Edo. Ieyasu đề bạt ông từ daimyo của vùng Ōtaki han (100 000 koku) đến daimyo của vùng Kuwana han (150 000 koku) như một phần thưởng cho công trạng của ông. Thêm nữa, con trai ông là Honda Tadatomo trở thành daimyo của Ōtaki. Năm 1609, ông cáo quan, và người con trai khác của ông là Tadamasa kế nhiệm ở Kuwana. Cháu nội ông, Tadatoki, cưới cháu nội của Tokugawa Ieyasu, Senhime. Bất chấp những năm tháng phục vụ trung thành, Tadakatsu trở nên ngày càng xa rời chế độ Tokugawa (Mạc phủ) vốn từ một chế độ chính trị quân sự chuyển thành dân sự. Đó là một điều tất yếu được chia sẻ cùng nhiều chiến binh khác vào thời ấy, những người không thể chịu được sự thay đổi từ cuộc đời hỗn loạn của những cuộc chiến thời Sengoku đến những năm tháng hòa bình của triều đại Tokugawa.
Ông là một chiến binh ghê gớm với danh tiếng lớn, được rất nhiều lãnh chúa ca ngợi, kể cả minh chủ Ieyasu mà ông phục vụ. Oda Nobunaga, người có tiếng là không thích khen thuộc hạ, gọi ông là "Samurai trong những Samurai". Hơn nữa, Toyotomi Hideyoshi viết rằng Samurai giỏi nhất là "Honda Tadakatsu ở miền Đông và Tachibana Muneshige ở miền Tây". Thậm chí Takeda Shingen còn ca ngợi rằng "Ông là báu vật Tokugawa Ieyasu".

## Thời làm tướng quân
Honda Tadakatsu nói chung được coi là tướng quân giỏi nhất của Tokugawa Ieyasu, và ông chiến đấu trong hầu hết các trận chiến quan trọng của chủ nhân mình. Ông nổi danh qua trận Anegawa (1570), cùng với đồng minh của Tokugawa, Oda Nobunaga tiêu diệt quân đội dưới tay nhà Azai và nhà Asakura. Tadakatsu cũng chiến đấu trong trận thua lớn nhất của Tokugawa, trận Mikatagahara (1572), ông chỉ huy cánh trái, đối mặt với cánh quân dưới quyền chỉ huy của một vị tướng nổi danh hơn của dòng họ Takeda, Naito Masatoyo. 
Mặc dù thất bại, Honda Tadakatsu là một trong những vị tướng của Tokugawa hiện diện để đòi báo thù trong trận Nagashino (1575). Honda chỉ huy một đội lính cầm súng hỏa mai khi liên quân Oda-Tokugawa tiêu diệt quân đội của Takeda Katsuyori, một phần nhờ vào chiến thuật dùng súng hỏa mai điêu luyện của ông, khi cho họ bắn liên tục theo cách xoay vòng: Một người bắn trong khi người còn lại nạp đạn và người khác đang thông nòng. Điều này cho phép các tay sùng hỏa mai bắn liên tục, tiêu diệt quân đội của Takeda. Đây là ví dụ đầu tiên về chiến thuật hiệu quả cao mà thế giới từng chứng kiến.
Honda Tadakatsu tham dự trận Sekigahara (1600), nới lực lượng của Tokugawa Ieyasu tiên diệt liên minh các daimyo miền Tây dưới sự chỉ huy của Ishida Mitsunari, cho phép Tokugawa nắm quyền kiểm soát toàn bộ đất nước, khép lại thời kỳ Sengoku.
Tadakatsu dường như là một nhân vật đa màu sắc, có rất nhiều câu chuyện đã được thêu dệt về ông – thường là trong tất cả các trận chiến đã tham dư, ông chưa bao giờ bị thương. Giáp chụp đầu của ông, nổi tiếng với việc trang trí bằng những gạc hươu, đảm bảo là ông luôn là người dễ nhận diện trên chiến trường. Con ngựa của ông tên là Mikuniguro. Kỹ năng chiến đấu của ông vĩ đại đến mức vũ khí mà ông chọn, ngọn giáo Tonbo-Giri (Tình Linh Thiết - Cắt Chuồn Chuồn, cái tên ra đời từ truyền thuyết kể rằng ngọn giáo sắc bén đến mức một con chuồn chuồn đã bị cắt đôi khi nó đậu lên lưỡi giáo) được mệnh danh là một trong "Ba ngọn giáo vĩ đại của Nhật Bản".
Ông là một trong những người hầu cận trung thành nhất của Ieyasu. Ông chưa từng bị thương một lần trong suốt 57 trận chiến. Kỳ công chói lọi nhất của ông là trong khi rút lui khỏi trận Kanegasaki, khi ông chiến đấu ở hậu phương khi Shingen giao chiến với Ieyasu ở trận Mikatagahara, khi Ieyasu xóa sổ Iga ngay sau sự biến Honno-ji, và vì sự cống hiến bất diệt của ông cho Ieyasu. Trong trận Komaki Nagakute, bị tách rời với quân chủ lực của Ieyasu, ông chiến đấu mãnh liệt cùng với quân của mình chống lại quân của Hideyoshi, bằng cách ấy đã chứng minh được sự dũng cảm vô tận của mình. Ông được cả kẻ thù và chiến hữu ca ngợi vì tài năng trác tuyệt của mình.

## Trong văn hóa đại chúng

Hình ảnh Tadakatsu trong Samurai Warriors 2 của Koei.

Honda Tadakatsu xuất hiện trong rất nhiều jidaigeki của Nhật Bản, các tác phẩm thuật lại quá trình đi lên của nhà Tokugawa. Ông là nhân vật phụ trong bộ phim Kagemusha của Akira Kurosawa. Honda Tadakatsu cũng xuất hiện trong các videogame Kessen, Onimusha 3, Samurai Warriors: Xtreme Legends, Samurai Warriors 2, Samurai Warriors: State of War, Sengoku Basara, Sengoku Providence và Warriors Orochi.